# Villa Passerini in Poggio ai Merli
La villa Passerini in Poggio ai Merli è una villa storica ADSI situata a Scandicci⋅nella via di Giogoli che sale verso la via volterrana che porta al Galluzzo e a San Casciano in Val di Pesa fino a Volterra (Pisa) in Toscana. Si chiama così per distinguerla dalla vicina Villa Passerini di Scandicci alto detta anche Villa le Rondini. La dimora sorge su un poggio tra gli ulivi fra le prime colline fiorentine nel versante del Greve.

## Storia
Fu edificata nel XV secolo per volere della Famiglia Vitelli, nobili e alleati politici della Famiglia Medici; nel soffitto ligneo a cassettone affrescato nel salone della villa, è presente lo stemma gentilizio della famiglia Vitelli raffigurato da una scacchiera bianca e rossa oltre agli stemmi delle famiglie che nel corso dei secoli hanno vissuto nella villa, come gli Strozzi di cui si distingue con cadenza regolare nelle pitture medievali delle formelle, la raffigurazione della mezza luna che rappresenta il loro blasone. In testata sia all'ingresso sia all'uscita del giardino della villa, sempre sul soffitto ligneo decorato, si può notare lo stemma dei Vitelli inquartato con quello degli Strozzi.
Nel tempo la villa divenne un casino di caccia e per questo si trovano raffigurazioni di uccelli autoctoni inseriti nelle formelle decorate del soffitto.
Nel 1492 la Signoria di Firenze subì, con la morte di Lorenzo de' Medici ci fu un periodo di crisi e così, il figlio Piero, affidò ai fratelli Paolo e Vitellozzo Vitelli il compito di ripristinare in Toscana lo Stato Regionale Principesco.
Da un'analisi storica compiuta, non risulterebbe improbabile che la Villa Passerini in Poggio ai Merli, già Villa Vitelli, fosse stata costruita sotto dirette indicazioni di Vitellozzo Vitelli, il quale la volle conforme ai canoni architettonici del Rinascimento, posizionandola come avamposto in zona strategica rispetto alle principali vie di comunicazione quali: Firenze, Volterra, Siena e Pisa.
Verso la fine del '700 la villa giunse in dote agli Altoviti Sangalletti, anch'essa nobile e potente famiglia fiorentina che già dal 1192 ricopriva numerosi incarichi politici, tra cui senatori, gonfalonieri, cavalieri di giustizia, gran cancellieri, balì, buonuomini e consoli.
All'abate Giovanni Altoviti di cui oggi è conservato nel salone della villa un importante busto scultoreo, viene dato il merito della costruzione della piccola cappella di fronte all'antico pozzo, dove all'entrata si può ancora scorgere lo stemma degli Altoviti in pietra raffigurante un lupo rampante. Dagli Altoviti, nel 1880 la villa passerà di proprietà per atto di acquisto al conte Napoleone Passerini scienziato di agraria e botanica di fama internazionale a cui si deve la nascita del primo istituto tecnico Agrario di Scandicci Alto, divenuto oggi un condominio di lusso. 
Solo nel 2017 la villa ritornerà per atto pubblico d'acquisto all'ultimo discendente dei Conti Passerini, il nipote del Conte Napoleone Passerini, il Conte Alessandro, figlio del dottor Lapo Passerini, che assieme ai figli Lapo Lorenzo e Federico Guelfo provvederà coi propri mezzi all’impegnativo recupero dell’intera tenuta trasformandola da semplice dimora storica ad antica villa signorile con annessa fattoria, dove si produce un prezioso  vino biologico di Sangiovese in purezza.